# Argent (heràldica)

Representacions de l'argent

L'argent és un esmalt argentat usat en heràldica. L'or i l'argent són els esmalts heràldics que s'anomenen metalls. S'acostuma a representar de color blanc o gris clar i, en alguns casos, color argent, argentat. Als gravats es representa per l'absència de qualsevol traç o marca.
La tonalitat d'argentat que la Societat Catalana d'Heràldica recomana segons el sistema internacional Pantone és 877 U.

## Representació
Convencionalment es representa mitjançant el color blanc, o mitjançant un gris molt clar que evoca el metall plata.
De vegades l'artista pot emprar pintura platejada o un metall platejat per representar l'argent heràldica o argent; aquestes pràctiques en general es veuen en blasons que han estat treballats amb una intenció ornamental o especialment artística.
Quan no es disposa de colors es representa a l'argent deixant en blanc l'espai que ocupa, segons el mètode atribuït al jesuïta Silvestre Pietra Santa. Aquest és el mètode de representació que es veu comunament en gravats a una tinta.

## Exemples d'ús
Segueixen tres exemples notables de l'ús de l'argent en heràldica.

Les armes menors de la República de Sèrbia
Armes de la ciutat de Londres
El «Lleó de Bohèmia», escut de l'antic Regne de Bohèmia i actuals armes menors de la República Txeca

### Utilització a erminis i vaires
Entre els folres heràldics, l'ermini i els vaires porten argent com un dels seus colors característics, encara que en rares ocasions pot ser substituït per un altre.

Folre d'erminis (escut dels antics ducs de Bretanya)
Folre de vaires convencionals

En l'ermini, el camp és d'argent amb «mosquetes» negres (representació de cues d'ermini), mentre que els vairs típics són d'argent i atzur.

## Noms, atribucions i significats en desús
Cap a l'inici del Renaixement es va desenvolupar un sistema de correspondències simbòliques per als colors heràldics que avui es troba en desús. És de notar que cap a l'any 1828 aquest sistema era considerat absurd pel heraldista anglès William Berry, tot i que l'espanyol Francisco Piferrer, a l'any 1858, el comenta com si encara fos vàlid.
Si bé Jean Courtois, Herald Sicilià del Regne d'Aragó, esmenta en el seu tractat  Le blason des couleurs  (1414) que qualsevol d'aquestes associacions de l'argent heràldica pot usar-se per blasonar, en la pràctica és possible que només s'hagin fet servir el sistema planetari i el sistema de pedres precioses. Per a Alberto i Arturo García Caraffa (1919), el blasonat amb gemmes corresponia als títols i el de planetes als sobirans.
Arthur Fox-Davies cita un exemple de blasonat amb pedres precioses que data de 1458.
A sota es donen algunes de les antigues correspondències simbòliques del argent, així com alguns dels noms «grecs» que se li van atribuir.
| Noms «grecs»                  | Assime , apre , Senato |
| Metall                        | l'argent |
| Planeta                       | la Lluna |
| Pedra preciosa                | la perla |
| Signe del Zodíac              | Càncer, Escorpí i Peixos |
| Element                       | l'aigua |
| Estació de l'any              | la tardor |
| Mes                           | juny, gener i febrer, octubre i novembre |
| Dia de la setmana             | el dilluns |
| Números                       | 11, 10, 2 |
| Arbre                         | l'palmell |
| Flor                          | el lliri, la rosa blanca |
| Au                            | el colom |
| Quadrúpede                    | l'ermini |
| Edat de l'home                | la primera infància, la infància, la joventut |
| Complexió humana              | flegmàtica |
| Virtuts teologals i cardinals | l'esperança, la temprança, la justícia |
| Virtuts i qualitats mundanes  | la innocència, la puresa, la bellesa, la humilitat, la felicitat, la blancor, la victòria, la castedat, la neteja, la franquesa, la integritat, l'eloqüència, la veritat, el venciment sense sang dels enemics |
| Obligacions del portador      | defensar les donzelles i emparar els orfes |

A més, d'acord amb Courtois, l'argent seria el segon color heràldic en importància després de l'or.

## Galeria
Alguns exemples d'escuts que usen l'argent:

Armes de la família Guillemin (França)
Armes del municipi de Degerfors, Suècia.
Armes de la família Visdelou (França)
Armes de la família francesa Le Lagadec
Armes de la família Jégou (França)